# Peter Eisenmann
Peter Eisenmann (* 1943 in Bamberg) ist ein deutscher Politikwissenschaftler und Publizist. Er ist Honorarprofessor für Politikwissenschaft an der Otto-Friedrich-Universität Bamberg.

## Leben
Eisenmann studierte Geschichte, Anglistik und Politikwissenschaft an der Friedrich-Alexander-Universität Erlangen-Nürnberg und der Julius-Maximilians-Universität Würzburg. Nach dem Staatsexamen 1971 für das höhere Lehramt wurde er 1974 mit der Dissertation Die Politik der Sozialdemokratischen Partei Deutschlands unter Führung von Dr. Kurt Schumacher und ihre Beurteilung aus der Sicht der englischen Presse (1945–1952) zum Dr. phil. promoviert. Von 1975 bis 1980 war er wissenschaftlicher Assistent an der Universität Bayreuth. 1980 bis 1983 war er Lehrbeauftragter für Politikwissenschaften an der Otto-Friedrich-Universität Bamberg. 1984 habilitierte er sich an der Universität Augsburg.
Von 1985 bis 1993 war er Leiter der Akademie für Politik und Zeitgeschehen der CSU-nahen Hanns-Seidel-Stiftung und Chefredakteur der Zeitschrift Politische Studien. Außerdem war er im gleichen Zeitraum Professor an der Hochschule für angewandte Wissenschaften Würzburg-Schweinfurt und ab 1993 an der Bundesakademie für Sicherheitspolitik. 1986 wurde zudem Honorarprofessor an der Universität Bamberg.

## Schriften (Auswahl)
- Konrad Adenauer. Leben und Werk. Bayerische Landeszentrale für politische Bildungsarbeit, München 1976.
- Mit oder ohne Konzept? Brzezinski und die Aussenpolitik der USA. Sinus-Verlag, Krefeld 1979, ISBN 3-88289-013-4.
- Die deutsche Nation in der West-Ost-Auseinandersetzung (= Reden zur Zeit, Band 42). Naumann, Würzburg 1979.
- Aussenpolitik der Bundesrepublik Deutschland. Von der Westintegration zur Verständigung mit dem Osten. ein Studienbuch (= Gegenwart und Zeitgeschichte, Band 7). Sinus-Verlag, Krefeld 1982, ISBN 3-88289-016-9.
- Werte und Normen in der sozialen Arbeit. Philosophisch-ethische Grundlagen einer Werte- und Normenorientierung sozialen Handelns. Kohlhammer, Stuttgart 2012, ISBN 978-3-17-022299-1.